# Shad Thames

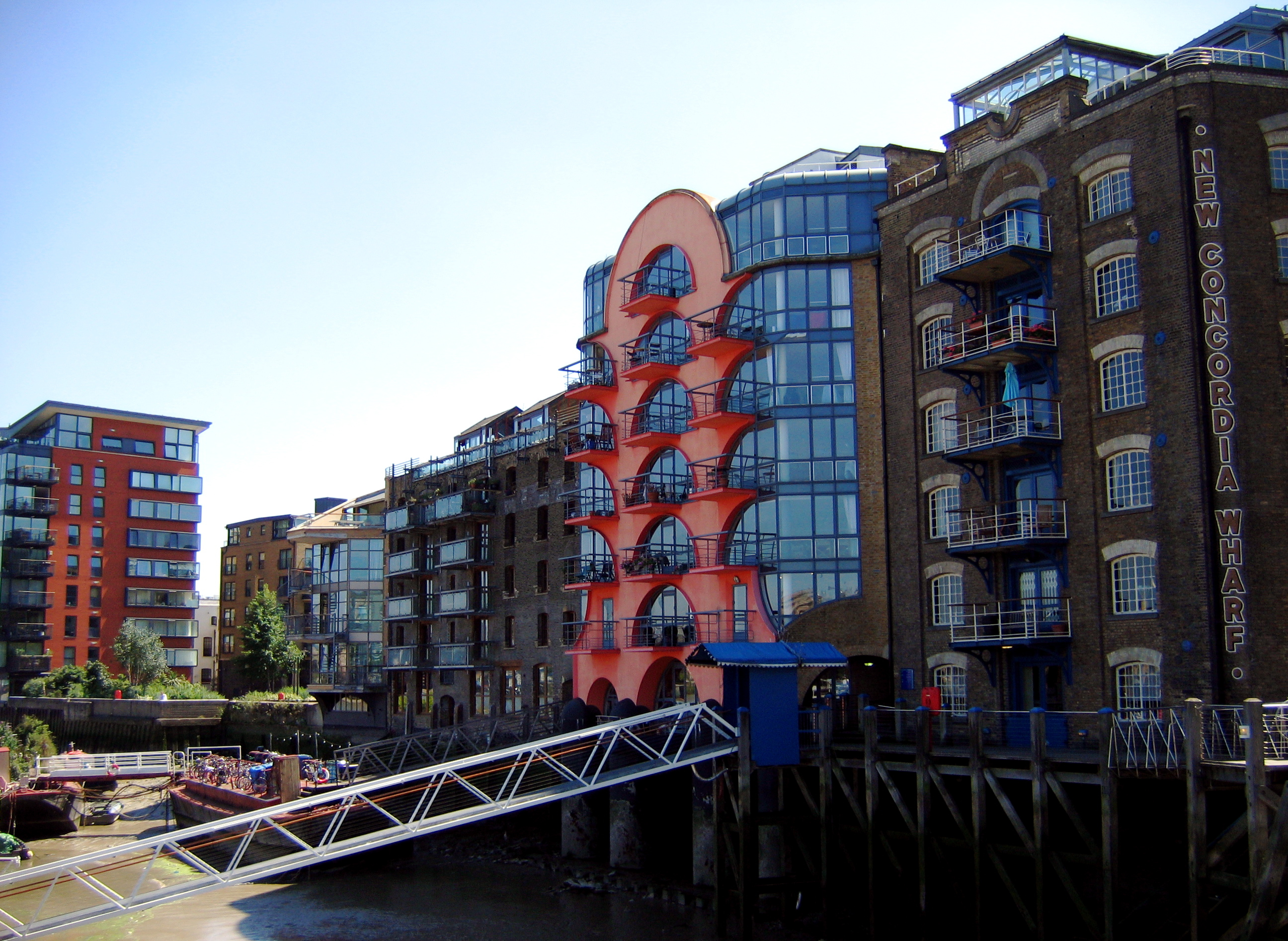
Das östliche Ende des Shad-Thames-Gebietes, das rosafarbene Gebäude wird China Wharf genannt

Die Shad Thames ist eine historische Straße am Südufer der Themse in der Nähe der Tower Bridge in Bermondsey, einem östlichen Stadtteil von London. Man versteht darunter auch das Gebiet um diese Straße. Der Name stellt eine Verschleifung der Bezeichnung „St-John-at-Thames“ dar, eine Reverenz an die ehemalige St John's Church an diesem Standort.

## Örtlichkeit
Die Straße Shad Thames beginnt im Westen an der Tower Bridge und verläuft am Südufer der Themse, wo sie hinter einer Reihe Lagerhäuser verborgen ist. Dann knickt sie rechtwinklig nach Süden ab und verläuft entlang dem St Saviour’s Dock. Sie ist teilweise gepflastert. Die nächsten U-Bahn-Stationen sind Tower Hill und London Bridge.

## Geographie

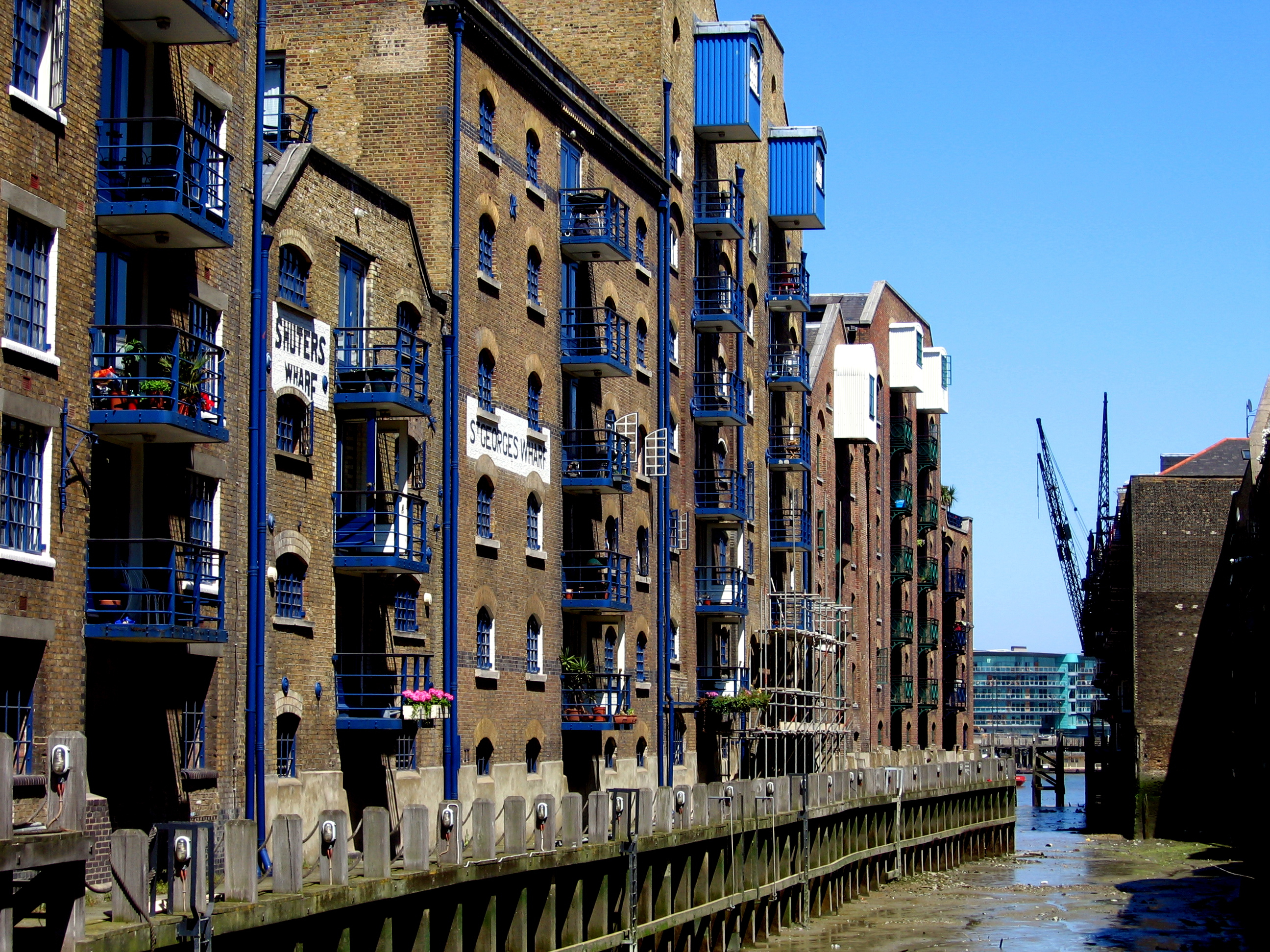
St Saviour’s Dock (Blick nach Norden zur Themse)

Die Straße Shad Thames wird so erstmals in John Rocques Londoner Stadtplan von 1747 benannt. Die Umgebung dieser Straße heißt bis heute ebenfalls Shad Thames oder Butler's Wharf (nach dem größten Lagerhaus am Ufer). Beide Namen beziehen sich auf 350 m × 250 m großes Gebiet, das mit Lagerhäusern und neueren Gebäuden bebaut ist und an die Themse, die Tower Bridge Road, die Tooley Street und das St Saviour’s Dock (bzw. die Mill Street) grenzt. Dies ist die nordöstliche Ecke des Gebietes mit der Postleitzahl SE1.
Eine 1633 herausgebrachte Version des Londoner Stadtplans von Ralph Agas aus den 1560er Jahren nennt das Gebiet Horssey Down. In einem Stadtplan von 1889 heißt es Horsely Down, wobei es dort etwas weiter nach Süden und Westen ausgedehnt ist als das heutige Shad Thames. Auch heute noch gibt es in der Nähe der Tower Bridge eine Straße namens Horselydown Lane, an deren einem Ende die Horseleydown Brewery (Brauerei, heute ein Appartementblock namens Anchor Brewhouse) liegt. Nach der Legende ist Horseley Down eine Verschleifung von „Whores lie down“ (dt.: Huren legen sich nieder), aber da das Gelände ursprünglich eine große Wiese für grasende Pferde und Kühe war, ist es wahrscheinlicher, dass es sich um eine Verschleifung von „Horse Down“ (dt.: Pferdesenke) handelt.
Im Viktorianischen Zeitalter besaß Shad Thames den größten Lagerhauskomplex in London. Die Lagerhäuser wurden 1873 fertiggestellt und beherbergten große Mengen von Tee, Kaffee, Gewürzen und anderen Trockenwaren, die auf Flussschiffe verladen oder von ihnen abgeladen wurden. In einem Buch von 1878 steht:

„Shad Thames und eigentlich das gesamte Themseufer ist mit riesigen Getreidespeichern und Lagerhäusern für die Versorgung der Metropole bebaut. Tatsächlich stellt das Gebiet von der Morgan’s Lane – eine Biegung etwa in der Mitte der Tooley Street an der Nordseite bis St Saviour's (ursprünglich: Savory) Dock die ganze Straße – genannt Pickle Herring Street auf der einen Seite und Shad Thames auf der anderen Seite – entlang eine ununterbrochene Reihe von Schiffsliegeplätzen, Lagerhäusern, Mühlen und Fabriken an beiden Seiten der schmalen und belebten Fahrbahn dar.“

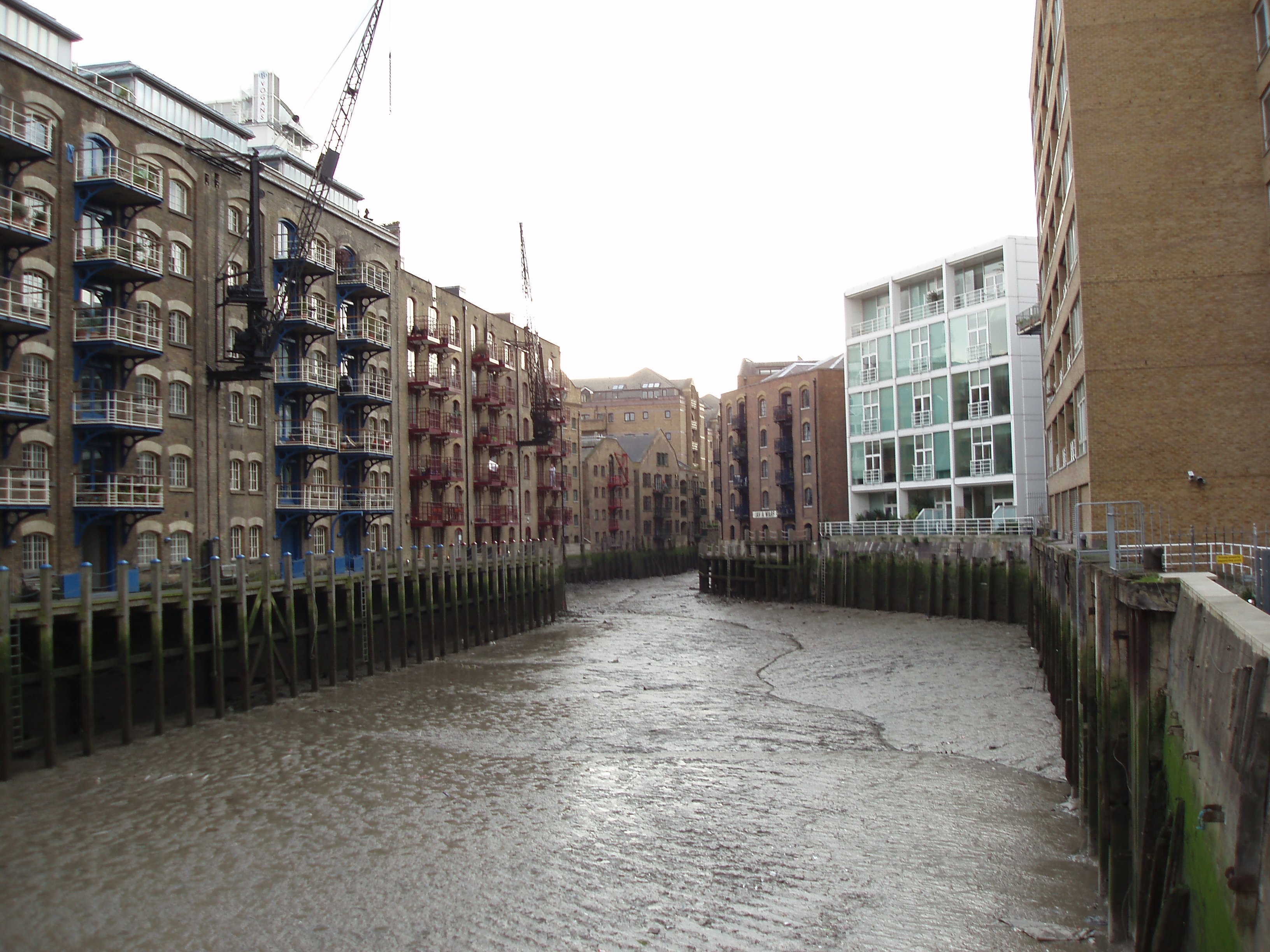
St Saviour’s Dock (Blick nach Süden zum Ende des Hafenbeckens)

Im Laufe des 20. Jahrhunderts erlebte das Gebiet einen Niedergang, da die Zunahme des Schiffsverkehrs die Schiffe zur Be- und Entladung weiter im Osten zwang, und die letzten Lagerhäuser wurden 1972 geschlossen. In den 1980er und 1990er Jahren allerdings wurde Shad Thames wiederbelebt, als die nicht mehr benötigten, aber pittoresken, Lagerhäuser im ganzen Gebiet in teure Eigentumswohnungen umgewandelt wurden, viele davon mit Restaurants, Bars und Ladengeschäften im Erdgeschoss. Einen Namen machte sich der Designer und Restaurantbesitzer Terence Conran, der eine Reihe heute bekannter Uferrestaurants, wie z. B. das Pont de la Tour, das Blueprint Cafe und das Butler’s Wharf Chop House eröffnete. Viele andere Restaurants, Cafés, Bars und Ladengeschäfte tauchten ebenfalls auf. Der Charakter von Shad Thames als Künstlerviertel hat viele andere Geschäfte angelockt, wie z. B. Architekten, kleine Kunstgalerien und Weinhändler; der brummende Immobilienmarkt dort bedeutet, dass dort auch viele Makler ansässig sind.
Terence Conran war auch an der Gründung des weißen Design-Museums am Ostende von Shad Thames beteiligt, das häufig wechselnde Ausstellungen von grafischem und Industriedesign beherbergt und eine bekannte Attraktion für Designer und Touristen darstellt. Neben einem interessanten Ladengeschäft und einem Café bietet das Museum den Design Museum Tank, einen großen draußen aufgebauten Glaskasten, der eine Reihe von Ausstellungsstücken der jeweils laufenden Ausstellung enthält. Das Museum dient auch als Ort für Firmenpräsentationen.
Die Nähe der Tower Bridge, des Towers, der City Hall, des More London (wo verschiedene kulturelle Veranstaltungen stattfinden) und Attraktionen weiter westlich am Themseufer, wir z. B. London Dungeon, Golden Hinde, Clink Street und die Tate Gallery of Modern Art bedeuten für das einst vernachlässigte Gebiet, dass es nun häufig von Touristen besucht wird. Eine besondere Attraktion stellen Essen und Trinken in den Restaurants oder Bars am Themseufer dar.
Durch diese neue Popularität dehnt sich Shad Thames nach Osten aus. Ein 16.000 m² großes Gebiet namens Chambers Wharf, das sich St Martins, ein bekannter Bauträger, sicherte, soll 2012 fertig sein. Sie stellt die wichtigste Ergänzung von Shad Thames dar und soll mehr als 500 Wohneinheiten enthalten. Die Pläne sehen auch eine Weiterführung des Thames Path vor.

## Der Fluss
In der Nähe von Shad Thames gibt es viel Verkehr auf dem Fluss. Dort ist eine besonders tiefe Stelle der Themse, die Pool of London genannt wird und sogar von Seeschiffen befahren werden kann. So legen von Zeit zu Zeit auch Kreuzfahrtschiffe oder Kriegsschiffe bei Shad Thames an, üblicherweise für etwa einen Tag, wobei sie unter der Tower Bridge und noch etwas weiter nach Westen fahren. Da sie aber nicht mehr unter der nächsten Brücke, der London Bridge, hindurch fahren können, müssen sie wieder wenden. Polizeiboote und Rennboote fahren häufig vorbei, ebenso Passagierschiffe, wie das von Damien Hirst geschmückte „Tate-to-Tate“-Schiff und Ausflugsboote von den St. Katharine Docks auf dem anderen Flussufer.

## Lagerhäuser

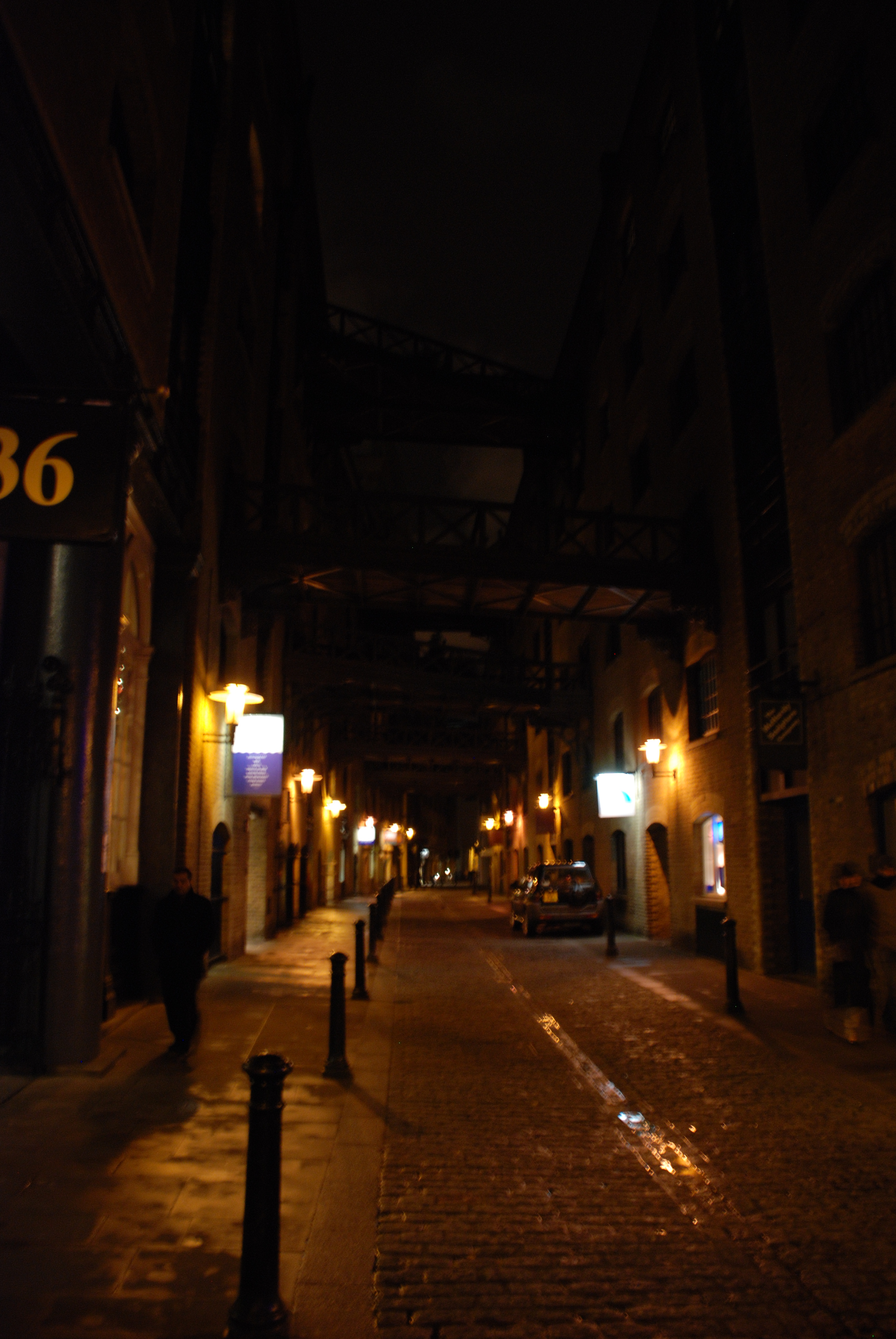
Shad Thames Street (Blick vom Südosten der Tower Bridge)

Die umgebauten Lagerhäuser behielten ihre ursprünglichen Ziegelfassaden, ihre Winden, ihre großflächige Beschriftung usw. und viele wurden nach den Waren benannt, die sie früher beherbergten – Vanilla & Sesam Court, Cayenne Court, Wheat Wharf, Tea Trade Wharf –, weitere Gebäude wurden nach Zimt, Kardamom, Fenchel, Kümmel, Ingwer, Kreuzkümmel, Tamarindenbaum, Gewürznelke, Anis und Koriander benannt. Man sagt, dass ein Jahrhundert lang Spuren von Gewürz in das Ziegelmauerwerk eingedrungen sind, und so konnten die ersten Bewohner nach der Umwandlung in Wohnungen förmlich riechen, wonach ihr Haus benannt worden war. Es entstanden etliche neue Gebäude, die genauso inspirierende Namen wie Spice Quay Heights oder China Wharf bekamen.
Die Nähe von Shad Thames zur Londoner City, nur eine kurze Strecke vom Nordufer des Flusses entfernt, bedeutet, dass viele seiner Bewohner nun wohlhabende Beschäftigte der City sind und die Restaurants mittags von Leuten aus der City bevölkert werden. Daher sind die Grundstückspreise sehr hoch. Grundstücke mit Blick zum Fluss sind besonders teuer, weil sie Balkone und einen interessanten Blick auf die Tower Bridge, den Gherkin (oder Swiss Re Tower) und sogar auf die weiter entfernte Canary Wharf haben; allerdings haben Wohnungen, die näher an der Brücke liegen, auch einen Blick auf das aus blankem Beton gebaute Guoman Hotel am Nordufer, was viele als Beleidigung für das Auge empfinden. Die meisten der alten Lagerhäuser behielten ihre relativ kleinen Fenster, die die Sicht nach draußen einschränken; einige der neueren Gebäude bieten aber bessere Ausblicke, z. B. besitzen die Wohnungen am Ostende der Spice Quay Heights raumhohe Fenster an beiden Seiten. Die London School of Economics and Political Science besitzt ein Studentenwohnheim in der Gainsford Street mitten in Shad Thames.
Vielleicht das auffälligste Merkmal von Shad Thames sind die Gebäudeverbindungsbrücken, die hoch über den Köpfen der Straßenpassanten dahinführen. Sie verbinden z. B. Butler's Wharf mit dem Cardamon Building und wurden ursprünglich zum Rollen von Fässern und ähnlichem zwischen den Lagerhäusern verwendet. Heute gehören sie zu den Wohnungen, an die sie angrenzen und werden als Balkone genutzt, wobei zu jeder Wohnung an ihren Enden je die Hälfte gehört.

## Shad Thames in Literatur, Film und Musik
Charles Dickens lässt Teile seines Romans Oliver Twist in einem Gebiet östlich anschließend an Shad Thames, genannt Jacob’s Island, spielen. Dickens lernte diesen verarmten und widerwärtigen Ort durch die Beamten der Flusspolizei kennen, mit denen er gelegentlich auf Streife ging. Wenn ein Lokalpolitiker wieder einmal einen Versuch unternahm, die schiere Existenz von Jacob's Island zu verleugnen, ließ Dickens keine Entschuldigung gelten und beschrieb die Gegend als „den schmutzigsten, eigenartigsten und bemerkenswertesten von allen Orten, die in London verborgen sind“. Im Roman Oliver Twist liegt die Bude von Bill Sikes am östlichen Ende von Shad Thames neben dem St Saviour’s Dock. Hier fällt Sikes von Dach und ertrinkt im Schlamm, vermutlich direkt im St Saviour’s Dock. Dickens gibt eine lebhafte Beschreibung der damaligen Verhältnisse:

„… verschrobene hölzerne Galerien, die üblicherweise an der Hinterseite von einem halben Dutzend Häusern angebracht sind, mit Löchern, durch die man auf dem Schlamm darunter sehen kann; Fenster, zerbrochen und geflickt, mit herausstehenden Holzstäben, an denen das Leinen getrocknet werden kann, das nie da ist; Zimmer so klein, so schmutzig, so beengt, dass die Luft zu verdorben selbst für den Dreck und den Schmutz darin scheint; hölzerne Kammern, die sich nach außen über den Schlamm recken und in ihn zu fallen drohen – wie es auch schon einige Male geschehen ist; dreckbeschmierte Wände und faulende Fundamente, jeder abstoßende Gesichtszug der Armut, jedes ekelhafte Anzeichen von Unflat, Fäulnis und Abfall: all das ziert die Ufer von Jacob's Island.“

Der Film von 1968 Oliver!, der auf dem Buch beruht, wurde teilweise in einem der Lagerhäuser namens New Concordia Wharf gedreht. Wegen seiner charaktervollen Bauten, seiner gepflasterten Straßen, seiner Durchblicke auf den Fluss und seiner Nähe zu Landmarken wie der Tower Bridge war Shad Thames auch Drehort vieler anderer Filme, wie:
- The Long Memory (1952), wo Mr Berrys Büro in Shad Thames liegt
- Diamonds on Wheels (1974) mit guten Filmszenen in den Straßen und den noch nicht umgebauten Lagerhäusern
- Der Elefantenmensch (1980)
- Die Geliebte des französischen Leutnants (1981)
- Die Doctor-Who-Episode Auferstehung der Daleks (1984) mit speziellen Szenen über den Zeitkorridor der Daleks
- Ein Fisch namens Wanda (1988), wo John Cleese von einem der oberen Stockwerke der New Concordia Wharf herunterbaumelt
- James Bond 007 – Die Welt ist nicht genug (1999), in dessen Eröffnungsszene James Bonds Rennboot durch die New Concordia Wharf und dann das St Saviour’s Dock entlang fährt
- Bridget Jones – Schokolade zum Frühstück (2001)
- Der Bollywood-Film Viruddh – Liebe für die Ewigkeit (2005) mit speziellen Szenen vor und in den Spice Quay Heights
- Der Bollywood-Film Jhoom Barabar Jhoom (2007) mit Tanzszenen in der Nähe des Java Wharf Building
- Der Bollywood-Film Goal (2007)
- Run, Fatboy, Run (2007)

Die Pop-Punk-Band All Time Low aus Baltimore bezieht sich in ihrer Single Six Feet Under The Stars von 2007 auf diesen Ort, wo der Sänger singt: „Meet me on Thames Street“.
Ein Instrumentalstück namens „Shad Thames“ taucht im Saint-Etienne-Album Continental von 1997 und im Sammelalbum Smash the System von 2001 auf.